# Let the Tempest Come
Albums de Neaera
The Rising Tide of Oblivion
(2005) Armamentarium
(2007)
Let the Tempest Come est le deuxième album studio du groupe de Deathcore allemand Neaera. L'album est sorti le 7 avril 2006 sous le label Metal Blade Records.
L'édition japonaise de l'album contient un titre supplémentaire. Il s'agit du douzième et dernier titre de la liste des titres, The Cleansing Void.

## Composition du groupe
- Benjamin Hilleke - Chant
- Stefan Keller - Guitare
- Tobias Buck - Guitare
- Benjamin Donath - Basse
- Sebastian Heldt - Batterie

## Liste des titres
1. Mechanisms of Standstill - 3:46
2. Let The Tempest Come - 4:15
3. Plagueheritage - 4:18
4. God Forsaken Soil - 4:54
5. HeavenHell - 5:47
6. Desecrators - 4:46
7. The Crimson Void - 5:05
8. I Love The World - 4:47
9. Paradigm Lost - 5:25
10. Life Damages The Living - 2:20
11. Scars Of Gray - 5:09
12. The Cleansing Void - 4:09 (édition japonaise)